# Nederengels
Nederengels is met Engels doorspekt Nederlands. Het toegenomen gebruik van Engelse woorden in het Nederlands hangt samen met de stijgende invloed van de Angelsaksische, en dan met name de Amerikaanse, cultuur op de rest van de wereld.

## Voorbeelden
Nederengels komt men vooral tegen op gebieden waar die cultuur zich het sterkst laat gelden. Voorbeelden:
- een oudere invloed: sport (en dan met name voetbal): passen betekent in het Nederlands uitsluitend: een bal afgeven, terwijl "to pass" een half dozijn betekenissen heeft; voor corner, keeper, penalty, (links- en rechts)back, service, golf, lob, volley(ballen), basket(ballen), pitchen, catchen, snowboarden, snookeren, racen, squashen, joggen, trimmen, fitness(en) bestaan in sommige gevallen equivalenten in het Nederlands, maar die worden dan meestal minder frequent gebruikt.
- het bedrijfsleven: de globalisering van het bedrijfsleven brengt internationale invloeden met zich mee. De vorm van Nederengels die hiermee samenhangt wordt ook wel managerstaal genoemd. Zo heet het uitbesteden van de personeelswerving in die taal het outsourcen van de human resource recruitment; de hoofdactiviteiten van een bedrijf vormen de core business en de doelen die men zich stelt zijn targets.
- de amusementsindustrie: in navolging van Hollywood heten de prijzen die men binnen de amusementswereld aan elkaar toekent awards; een reclamefilmpje voor een bioscoopfilm is een trailer en een blijspel heet een comedy.
- de reclamewereld: slagzinnen (Nederengels: slogans) zijn ook in het Nederlands taalgebied vaak in het Engels gesteld.
- jongerencultuur: sinds de jaren zestig worden veel elementen van de jongerencultuur overgenomen uit de VS, inclusief het vocabulaire van smaakbepalers uit dat land. Bijvoorbeeld: chill, relaxed, phat (= "vet").
- de informatie- en communicatietechnologie (ICT), met de computer (inloggen, aanloggen, uitloggen, afloggen, rebooten, user, password, back-up), Internet (surfen, hacken, browsen, bloggen), E-mail (mailen, deleten, printen, forwarden, editen).
- het hoger onderwijs dat steeds meer afdelingen, faculteiten, vakgroepen en vakgebieden uitsluitend een Engelse naam geeft, waardoor zinnen ontstaan als: Het Excellence in Supply Chain Management-programma. Veelbelovende studenten worden high potentials genoemd.
- in de marketing praat men bijvoorbeeld over airlines, first class, payment service provider, card, etc.

Nederengelse woorden hebben niet altijd dezelfde betekenis als die in het "echte" Engels. Zo is de primaire betekenis van "to chat" "babbelen, kletsen" in het algemeen. In het Nederengels staat "chatten" echter uitsluitend voor "rechtstreeks online communiceren". Een "sweater" (juiste uitspraak: 'swetter') kan in het (Amerikaans) Engels elk soort trui zijn, in het Nederengels is dit beperkt tot "sportieve trui van katoen of velours". "Rollerskate" is in het Engels elk soort rolschaats, in het Nederengels alleen "rolschaats met vaste schoen". Het oorspronkelijk Franse, en op zijn Frans uitgesproken, leenwoord "occasion" dat "gelegenheidskoopje" betekent, krijgt meestal de Engelse uitspraak - maar heeft zijn oorspronkelijke betekenis behouden, die in het Engels niet bestaat. 
In sommige gevallen is het zelfs onjuist om het Engelse woord dat in het Nederlands gebruikt wordt in die context in het Engels te gebruiken. Een voorbeeld hiervan is een beamer voor het projecteren van een presentatie. Zo'n apparaat wordt in het Engels een projector genoemd.

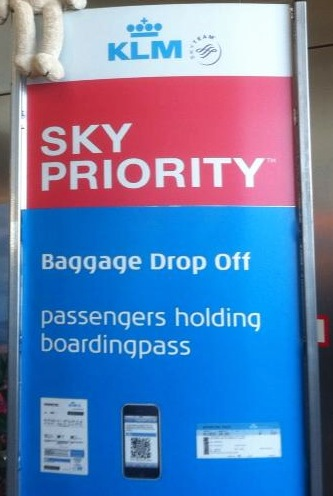
Boardingpass in plaats van boarding pass (instapkaart) op een bord van de KLM op Schiphol